# Shenshuigang (sockenhuvudort i Kina, Hunan Sheng, lat 28,92, long 111,40)
Shenshuigang är en sockenhuvudort i Kina. Den ligger i provinsen Hunan, i den södra delen av landet, omkring 170 kilometer nordväst om provinshuvudstaden Changsha. Antalet invånare är 18 089. Befolkningen består av 8 951 kvinnor och 9 138 män. Barn under 15 år utgör 12,0 %, vuxna 15-64 år 73 %, och äldre över 65 år 14,0 %.
Runt Shenshuigang är det ganska tätbefolkat, med 214 invånare per kvadratkilometer. Närmaste större samhälle är Zoushi, 19,7 km nordost om Shenshuigang. Trakten runt Shenshuigang består till största delen av jordbruksmark.
Genomsnittlig årsnederbörd är 1 918 millimeter. Den regnigaste månaden är maj, med i genomsnitt 316 mm nederbörd, och den torraste är december, med 44 mm nederbörd.